# 妹背山婦女庭訓
『妹背山婦女庭訓』（いもせやまおんなていきん）とは、人形浄瑠璃及び歌舞伎の演目のひとつ。全五段、明和8年（1771年）1月28日より大坂竹本座にて初演。近松半二・松田ばく・栄善平・近松東南・三好松洛の合作。「十三鐘/絹懸柳」の角書きが付く。別題『妹背山庭訓往来』（いもせやまていきんおうらい）。

## あらすじ

### 初段
（大内の段）天智天皇は病に冒され盲目となり、政務を執ることが適わない。そのすきを狙った蘇我蝦夷は、中臣鎌足に謀反の濡れ衣を着せて失脚させる。
（春日野小松原の段）大判事清澄と太宰の後室定高は領地争いで対立している。だが清澄の子久我之助と定高の娘雛鳥は恋仲である。二人が仲良く恋を語らっているところへ鎌足の娘采女の局が逃げてくる。采女の局は帝の寵を受けていたが、蝦夷が自分の娘橘姫を帝の后に立てようと望んだことにより身に危険が及び、宮中を脱出したのである。久我之助は采女の局を変装させて窮地を救う。
（蝦夷館の段）蝦夷の子入鹿は、父の暴挙に怒り座禅をしているが、思いつめて父に意見する。怒った蝦夷は妻を斬り、入鹿に謀反の連判状を渡すよう詰め寄るが、蝦夷謀反の取り調べに大判事清常と安倍中納言が来る。入鹿は大判事に連判状を渡し、父を追い詰め切腹させる。だがこれはすべて父に代わり帝位を握ろうとする入鹿の計略であった。入鹿は父蝦夷が白い牡鹿の血を妻に飲ませて産ませたので超人的な力を持ち、日本の支配者たらんことを宣言し宮中に攻め入る。

### 二段目
（猿沢池の段）盲目の帝は采女が猿沢池に身を投げたことを知り、池に行幸する。そのとき凶事の知らせが来る。入鹿が宮中に乱入し、帝位を称したというのだ。鎌足の息子藤原淡海（藤原不比等）は、帝を猟師芝六じつは家臣玄上太郎の家に匿う。
（つづら山の段）芝六は入鹿を滅ぼすには爪黒の鹿の血と嫉妬深い女の血が必要と知り、禁を破って葛籠山で爪黒の神鹿を射殺す。
（芝六住家の段）山中の芝六の家は帝が逃げ込んだことで、にわか仕込みの宮中に早変わり。多数の官女や公家が詰め、そこに米屋が掛取りの催促に来るわ、帝の無聊を慰めるために芝六の子の三作が萬歳を披露するわで大騒ぎである。芝六が神鹿を殺したことが露見し、その罪を三作が被って石子詰の刑を受けようとするが、鎌足の働きで助けられる。采女と神鏡も見つかり、神鏡の力で帝の眼も治る。こうして鎌足たちによる反撃が始まる。

### 三段目
（花渡しの段）権力を手にした入鹿は暴政の限りを尽くす。清澄と定高に久我之助をわが家臣に、雛鳥を我が側室にせよと無理難題を言い、花の枝を渡して、その返答として吉野川に流せと命令する。だが入鹿は久我之助については采女の局の行方を知っていると見て、召抱えると称して拷問し白状させる魂胆だった。
（山の段）「古は神代の昔山跡の、国は都の初めにて、妹背の初め山々の、中を渡るる吉野川、塵も芥も花の山、実に世に遊ぶ歌人の、言の葉草の捨て所」という格調高い浄瑠璃の詞で始まる。吉野川を挟んで大判清澄と太宰家の後室定高の両家は満開の桜の妹山、背山に住む。

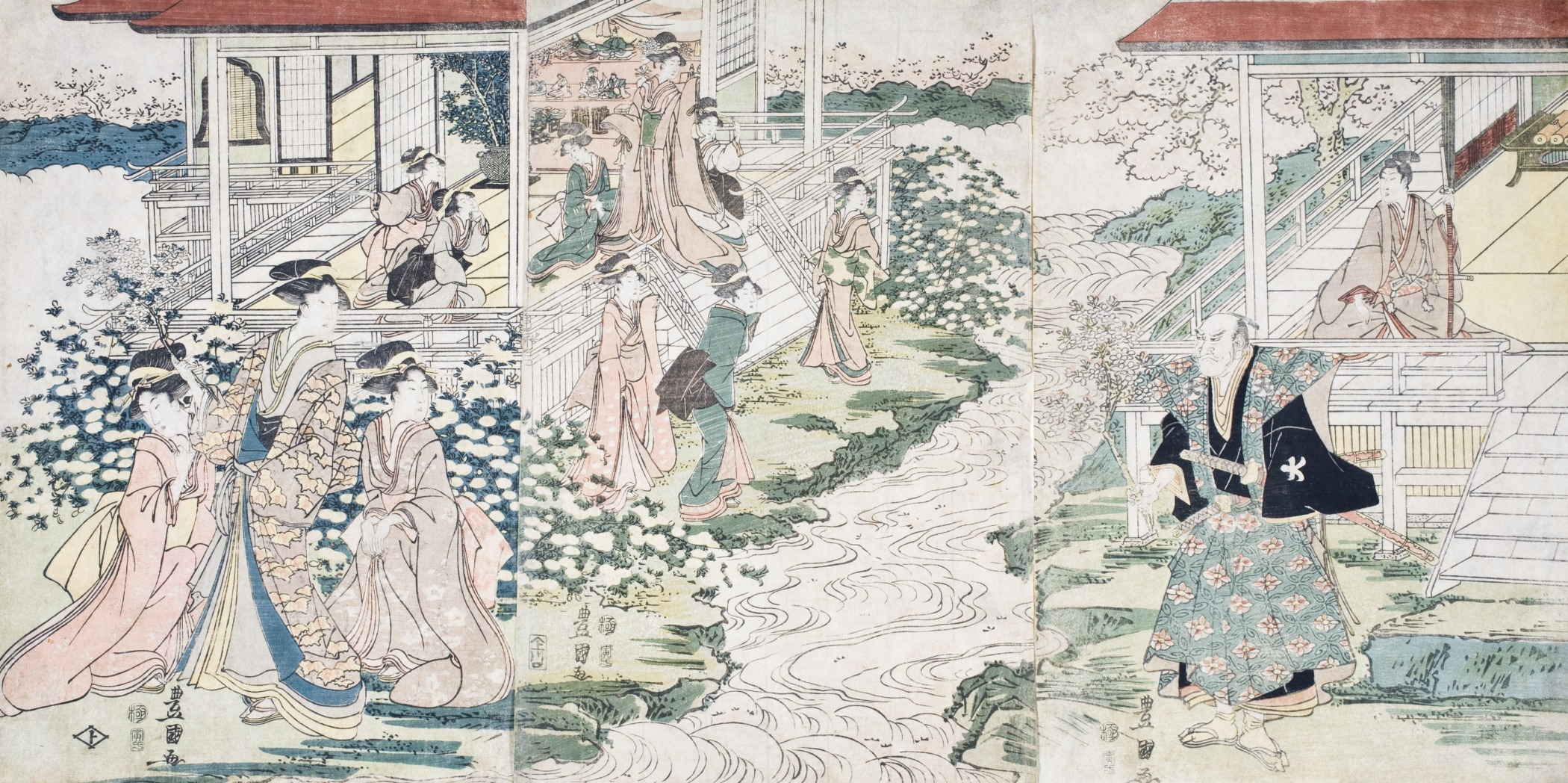
「山の段」の場面。吉野川を挟んで画像右側には大判事と久我之助がいる背山、左側には定高と腰元たちにかしづかれる雛鳥のいる妹山を描く。大判事と定高はそれぞれ桜の枝を持ち、妹山のほうの座敷には雛人形が飾られているのが見える。歌川豊国画。

雛鳥と久我之助は川越しに、両家の不和のために一緒になれない身の不幸を嘆く。思いつめた雛鳥が「とても叶わぬ浮世なら、法度を破って此川の、早瀬の波も厭いはせぬ」の浄瑠璃の言葉通りに川に飛び込もうとするのを「ヤレ短慮なり。雛鳥」と久我之助が咎める。
そこへ「打ちしおれ、登る坂さえ別れ路は、力難所を往く心、空に知られぬ花曇り」の浄瑠璃で清澄、定高が重い足取りでそれぞれの屋形に帰ってくる。入鹿の命には従うことができないと決意した二人は、久我之助、雛鳥に事の顛末を語り、涙ながらに子を手にかける。たがいに相手の子の命を救おうとするのだが、川越しに双方とも死んだことを知り、「嫁入り道具、行器、長持犬張子、小袖箪笥の幾棹も、命ながらへ居るならば、一世一度の送り物、五丁七丁続く程」の華やかにも悲しい床の浄瑠璃に合わせ、定高は雛鳥の首を雛人形とともに川に流し大判事に受け取らせる。（雛流し）
こうして二つの家は過去の行きがかりを捨てて和解し、二人は死して夫婦となる。

### 四段目
（杉酒屋の段）三輪山のふもとの杉酒屋の娘お三輪は、隣に住む烏帽子折の美男子園原求女に一目ぼれする。じつは求女こそ藤原淡海の世を忍ぶ仮の姿であった。だが求女には入鹿の妹橘姫という恋人がいた。求女は入鹿の屋形に潜入するため、姫の裾に赤糸をつけて跡を追う。お三輪も求女の裾に白糸をつけて追跡する。
（道行恋苧環〈みちゆきこいのおだまき〉）
夜の布留（ふる）の社（石上神宮）で繰り広げられる、求女をめぐっての橘姫とお三輪の争い。最後は求女が橘姫を再び追いかけ、お三輪も求女のあとを追って行く。
（三笠山御殿〈金殿〉の段）「栄うる花も時しあらば、すがり嵐のあるぞとは　いざ白雲の高座、新たに作る玉殿は、彼の唐国の阿房殿、茲に移して三笠山、月も入鹿が威光には覆われますぞ是非なけれ」の浄瑠璃で、三笠山の麓に作られた宮殿が舞台に現れ、真中の玉座に入鹿が官女たちを侍らせて盃を巡らしていると、家臣の宮越玄蕃、荒巻弥藤次が入鹿の栄光を称える。
そこへ難波の漁師鱶七という者が鎌足の使いと称してやってくる。いぶかる入鹿に鱶七は、入鹿の家臣になるという鎌足からの手紙を見せるが、納得しない入鹿は実否をただすまで鱶七を人質にせよと言い捨て奥に入る。豪胆な鱶七はさまざまな罠にもびくともせず、弓矢をもって入鹿の元に引っ立てにきた玄番、弥藤次らに「エエ、やかましいわえ。呼びに来いでも行くところだ。」と一喝し「事にも思わぬ大胆者、胸の強弓矢襖を、引き明けてこそ入りにける。」との床の浄瑠璃に乗って悠々と奥に入る（鱶七上使）。
「されば恋する身ぞつらや、出ずるも入るも、忍ぶ草、露踏み分けて橘姫」の床の浄瑠璃で、橘姫が帰ってくる。振袖に赤糸がついているのを腰元がたぐると「たぐりたぐればくるくると、糸に寄る身はささがにの、雲井の庭に引かれ来る、ぬしは床しの」の浄瑠璃で赤い糸の苧環をしるべに求女が追ってくる。橘姫は求女の正体を知っていて、愛しい求女に討たれるのが本望と打ち明ける。感心した求女の願いを受けた姫は妻になるため、命にかけて入鹿が所持する十握の宝剣を奪うことを誓う（姫戻り）。
「迷いはぐれし、かた鶉、草の靡くをしるべにて、いきせきお三輪は走り入り」の浄瑠璃になり、お三輪は求女に付けた糸が切れながらもようよう御殿にたどりつき、来かかった豆腐買いの女から求女と橘姫との祝言がおこなわれると聞いてあせる。御殿の奥に入ろうとするが、官女たちに見つかりさんざんに嬲られる。心傷つき帰ろうとするお三輪の耳に、花嫁花婿をはやす声が聞こえる。ついに嫉妬に狂ったお三輪は、髪振り乱し奥へ駆け入ろうとすると、鱶七に刺される。鱶七は実は鎌足の家臣金輪五郎であった。五郎はお三輪に、「女悦べ。それでこそ天晴高家の北の方、命捨てたる故により、汝が思う御方の手柄となり入鹿を滅ぼす術の一つ、オゝ出かしたなあ」と声をかけ、主君の命を受け入鹿を討つべく来たのであるが、爪黒の鹿の血と嫉妬に狂う女の生血を鹿笛にかけて吹けば、入鹿の力が衰えることを知り、不憫ながらもお前を刺したと物語る。お三輪は自己犠牲が恋人求女、実は藤原淡海のためになることを知り、嬉しげに死んでいく（竹雀）。
そして鹿笛の霊力で魔力の衰えた入鹿は、金輪五郎をはじめとする人々によってついに討たれるのであった。

### 五段目
（志賀都の段）入鹿が討たれてめでたく帝は復位、平和が訪れる。志賀の都で忠臣たちへ恩賞が授与され、久我之助と雛鳥の供養が行われる。

## 解説
近松半二を立作者（合作における監督責任者）とした畢生の大作で、潰れかけていた竹本座がこの作品のヒットで息を吹き返したという伝説を持ち、歌舞伎でも同じ明和8年に大坂小川座で初めて上演されている。今日上演されるのは「山（吉野川）」、「道行」、「三笠山御殿」が多い。
大化の改新（645年）前後を舞台としており、時代設定としては義太夫狂言中かなり古いほうに属する。とはいうものの浄瑠璃や歌舞伎の常として、江戸時代当時の事物や風俗をそのまま取り入れ、上で紹介したあらすじを見てもわかるように、史実からはかなり離れた脚色がなされている。しかし天の岩戸・十三鐘・絹懸柳などの神話伝説をモチーフにしている点、とりわけ入鹿を恐るべき怪物にし、その弱点を求めて善玉が活躍するという現代のファンタジーアクションに通じる構成は、他の浄瑠璃作品と比べ極めて異色である。戸板康二はこれを評して、「ワグネルの楽劇のような大規模でロマンティックな着想がある」と述べた。実際に本作が西欧に初めて紹介されると、これに感化されたフランスの作曲家ジャコモ・マイヤベーアは『盲目の皇帝』というオペラを作ることを模索したという逸話がある。これは文政9年（1826年）シーボルトがオランダ商館長カピタンに従って江戸に赴き、その帰りの途中大坂中の芝居で「妹背山」を観劇しており、その後フランス皇帝ナポレオン3世に謁見した際、パリでアルフォンス・ドーデに「盲目のミカド」の題で「妹背山」の筋を教え、さらにマイヤベーヤにという経緯で伝わったものである。

### 山の段
舞台は、中央に川が流れ上手は背山に大判事清澄の館＝男の世界、下手は妹山太宰館＝女の世界が構成され、竹本の太夫と三味線も上手下手に床が設置されるというシンメトリックな形であり、両花道を大判事と定高が歩き、谺を表す上手、下手から響く小鼓に合せて途中で声を掛け合うのが、これは川を隔てて会話する演出で、観客は川に見立てられて両岸で繰り広げられるドラマを見るという卓抜した構成である。そこへ満開の桜に雛祭りの飾り付けが置かれる絢爛さに、悲劇性が強調される。
文楽でも上手と下手に太夫と三味線が分かれ、それぞれ大判事と定高を演じるステレオタイプの構成で音楽的にも優れている。文楽の七代目竹本住大夫は、浄瑠璃の語り方にも、大判事と久我之助は染太夫風と呼ばれる地味さ、定高と雛鳥は春太夫風と呼ばれる華やかさが特色で、作曲もそれをもとに行われていると分析し、「一場面で一時間、こういう長丁場をこしらえはった作者はえらいと思います。…お客さんが涙を催すようにできています。その上、文章もよく、文章が好ければ作曲もええ曲ができますし。そうすると、人形の振りもようなっていくものです。やっぱり一流作品なんですね。」と評価、さらに、「『妹背山』で一番の見所聴き所は、なんいっても三段目の〈山〉。物語のクライマックスですからね。こんな結構な『山』を掛け合いで語って、お客さんを居眠りさせてたら太夫の責任」と、この段の重要性を語っている。戦後、因会と三和会とに二分して対立していた文楽が昭和38年(1963年)に合一する時、この「山の段」が公演された。敵対する定高と大判事が子供の犠牲を越えて和解する粗筋を、両派の和解に託した趣向でもあった。
双方の親が子を手にかけ手真似で知らせたり、雛鳥の首を雛祭りの道具の乗せて定高が川に流し、大判事が弓で受け取る場面は悲壮感溢れる名場面である。最後には、「倅清舟承れ。人間最期の一念によって、輪廻の生を引くとかや。忠義に死する汝が魂魄、君父の影身に付き添うて、朝敵退治の勝ち戦を、草葉の陰より見物せよ。今雛鳥と改めて、親が許して尽未来まで、変わらぬ夫婦。忠臣貞女の操を立て、死したる者と高声に、閻魔の庁を名乗って通れ」という大判事の臓腑をえぐる名ゼリフがあり、ここが全編のクライマックスである。
大判事を演じた十三代目片岡仁左衛門は、この役の性根は「一筋縄ではいきません」として、その理由を「蝦夷館」と「花渡し」までは、入鹿の忠臣らしく演じているが、久我之助切腹で初めて本心を明かすので、それまでは、あくまで普通の敵役として演じてもならず、かといって本心を見せぬように考えて演じても義太夫狂言らしさが薄まるので、胆力のいる負担の多い役になるとしている。また、久我之助の死に際しては、「本当なら息子と手を取り合って、わーっと泣きたい心境なのですが、その悲しみを露骨に出さず涙を抑えて心で泣く、大義のために私情を殺すという古武士の硬骨を見せることで、逆に親子の哀れさがお客様に伝わるのです」という芸談を残している。いっぽう久我之助を演じた十五代目市村羽左衛門は、腹を切ってから落ち入るまでずうっと前かがみのままで座らねばならず、大変な苦痛をともなうつらい役であったと述べ、試みにどのくらい前かがみの姿勢でいるか計ってみたら35分もかかり、「芸談どころじゃありませんよ」とこぼしている。
定高は、本花道の出の名セリフ「枝ぶり悪き桜木は、切って継木をいたさねば、太宰の家は立ちませぬ。」から、観客を圧倒すべき芸力が必要で、女性ながらも格式の高さを誇る領主として演じなければならない。「なにしろ大判事が仮花道なのに対して、こちらは本花道へ出て行くお役です。…あまり肚の底を割りすぎるといけません。どの程度を見せるかがむつかしいし、また女でいながら大小を差して格式をもって大判事と対する」（六代目中村歌右衛門談）ので大判事同様、定高を演じる者は役者としてかなりの腕前を要する。
浄瑠璃でも、住太夫は「定高は未亡人です。男勝りに刀差して、性根はしっかりしています。…川向こうの大判事と話してるときには、定高の品格というか、風格というか、そういうキリッとしたところがなかったらいかんのです。後半に入って、雛流しの場面になったら、普通のお母さんに変わっていかないけません。」とその性根を述べている。
最後の雛流しは、死して一緒になった恋人たちへの鎮魂を込めた華やかにして哀切きわまる件である。竹本の伴奏に琴が加えられて演奏され音楽的にも悲しみを強調する。ここでは定高の娘の死を前にして、婚礼をかなえられなかった母親の無念さを示す演技も重要で、二代目中村鴈治郎は雛鳥の首に死化粧をさせて川へ流す文楽の演出をとっていた。大判事は、流れてきた道具を悲しみを湛えて一つずつ受け取る演技が求められる。特に雛鳥の首の乗った琴を弓でかき寄せる九代目市川團十郎の型が名高い。
定高は三代目中村梅玉、六代目中村歌右衛門、大判事は十一代目片岡仁左衛門、初代中村吉右衛門、二代目尾上松緑が当たり役としていた。なお今日演じられるのは昭和16年（1941年）9月の歌舞伎座で、岡鬼太郎の監修により初代吉右衛門の大判事、三代目梅玉の定高、三代目中村時蔵の久我之助、六代目歌右衛門（当時中村福助）の雛鳥によるテキストが底本となっている。
仲の悪い家の恋人たちが死によって結ばれる筋は、シェイクスピアの『ロミオとジュリエット』に酷似しており、影響を指摘する意見もある。なお戦後見たアメリカの観客は、「『ウエストサイドストーリー』のようだ」とコメントした（「ウエストサイドストーリー」も「ロミオ…」の翻案である。戸板康二『歌舞伎ちょっといい話』200頁、岩波現代文庫、2006年、岩波書店、ISBN 4-00-602098-8 C0174より)。

### 道行恋苧環
四段目「杉酒屋」に続く景事。夜の社の境内で若い男女が追いつ追われつするさまを見せ、その中で赤姫姿の橘姫、いっぽう町娘姿のお三輪という対照的な姿の娘二人が、ひとりの男をめぐって争う。お姫様らしくおっとりした橘姫のクドキに続いて蓮葉な町娘のお三輪のクドキ、また「かきつばたは女房よ、色は似たりやあやめは妾…」にはじまる文句に合わせ、三人そろっての惣踊りが見どころである。江戸歌舞伎では義太夫狂言の道行は豊後節系の浄瑠璃で上演する事が多く、この「道行恋苧環」も常磐津の『願糸縁苧環』（ねがいのいとえにしのおだまき）という曲が残っている（天保4年〈1883年〉河原崎座初演）。ただし近年は文楽にならい竹本の曲で上演する事も多く、平成15年（2003年）の歌舞伎座では人形振りで演じられた。

### 三笠山御殿の段
文楽ではこの場を「金殿」とも呼ぶ。入鹿は公家悪の代表的な役である。明治期に九代目市川團十郎が入鹿とお三輪を二役で演じてからは入鹿の演じ方が抑えられるようになったが、以前はかなり入鹿の演出に重点が置かれていた。
鱶七こと金輪五郎を演じた役者としては明治期の四代目中村芝翫、のちには初代中村吉右衛門、二代目尾上松緑、二代目中村鴈治郎などが有名である。大正期に大阪の二代目市川右團次が演じたのは、幕切れの立ち回りにだんじり囃子を用いた派手なものであった。十三代目仁左衛門は、「入鹿は公家悪の大時代な役ですから、それらしく台詞も時代に張って言います。鱶七の方は、一介の漁師という設定ですから、『エエ、それを俺が知ったことかいの』と台詞も足早に言う。粘ってはいけません。その台詞の対照がこうした狂言では大切です。」二代目松緑は「前の間は入鹿でも何でも一本調子で来ますから、鱶七で聞かせないとダレてしまいます。」とそれぞれ台詞回しの巧さが大切と述べている。また、入鹿が御簾の内に隠れた後、二重にあがって床から突き出された槍をあしらう豪快さ、官女たちとの卑猥なやりとりを行う闊達さ、毒酒で菊を枯らして後の大見得の型の美しさなど、役者の持つ芸格の大きさが大事である。
後半部のお三輪を刺す時は、手拭いを姉さん被りにして褞袍姿で登場。手負いのお三輪が三宝をつぶして「殺さば殺せ一念の、生きかわり死にかわり、恨みをはらさで置こうか。」との恨み言を述べて後は、手拭いを撥ねて、カラミに褞袍を脱がし、忠臣金輪八郎として唐の八方割れの鬘に金糸四天の勇壮な姿になる。ここからの台詞は前半と違いゆっくりと力強く言う約束で、ここでは、仁左衛門は「竹本の糸にのった派手な動きをみせるところで、役者と床との呼吸がぴたりと合わないとおもしろくなりません。義太夫のリズムを動きにいかす心が大切です。」と述べている。幕切れは花四天を左右に二重に上がり刀を担いでの見得となる。文楽では鱶七が几帳でお三輪の死骸をくるんで肩に担いで退場する終わり方となり、仁左衛門はその違いを指摘して鱶七は「ただ豪快だけではない、お三輪の運命に涙をこぼす心をもった勇者だという性根だけは忘れてはならないでしょう。」と解釈している。
お三輪は古くは五代目岩井半四郎、明治期の九代目團十郎、五代目尾上菊五郎、またその後は六代目尾上菊五郎、六代目中村歌右衛門、七代目尾上梅幸ら名優によってそのつど洗練されていった。お三輪の出は、バタバタの音にのって花道を走ってくるのが現在の演出であるが、五代目中村歌右衛門は道に迷うという浄瑠璃の文句どおりに、ゆっくりと現れる演出であった。お三輪が奥で花嫁花婿を祝う声を聞いてからは、「あれを聞いては帰られぬ。」の台詞で髷をさばき片肌を脱ぎ、左右の袖を裂いて赤の襦袢を見せる。これは純情な少女から嫉妬に狂う女に変身したことを表す。
自身の犠牲で入鹿が倒れることを知ってのちは「冥加なや。勿体なや。いかなる縁で賤の女が、・・・・あなたのおためになる事なら、死んでも嬉しい。かたじけない。」と歓喜の台詞の後、「たとえ此の世は縁薄くとも、未来は添うて給われと、這い回る手に苧環の、このぬしさまには逢われぬか、どうぞ尋ねて、求女さま。」の浄瑠璃の文句で苧環に頬寄せ、いったん手離してのち指に糸を絡ませ抱きしめて落ち入る。この時点で元の純粋な少女に戻ることになる。その演じ方は、「疑着の相できつくなっても、芯はあくまで娘でなくてはいけないのです。鱶七に刺されて、納得して、本心の娘に戻って求女のことを思い続けて喜んで死んでいくのですから」（六代目中村歌右衛門）とされ、最後は精一杯哀れに演じることで、金輪五郎の見あらわしの勇壮さと好対照をみせている。なお、お三輪の衣装の十六むさしのデザインは九代目團十郎の考案したものである。
「竹雀」の由来は、お三輪が官女（いじめの官女）たちに、求女に会いたければ「竹に雀は」の馬子歌を歌えと言われ、右肌を脱ぎ左の裾を端折り、手拭いの鉢巻に糸を巻くおだまきを持って踊ることに由来する。六代目菊五郎は踊らず馬を追うしぐさで演じたが、岡鬼太郎から踊るべきだと批判された。六代目梅幸は六代目菊五郎から厳しく仕込まれ「ここが最も大事と聞かされました。『千秋萬歳の千相の玉の血の涙』あたりは、技術的に苦しいですね。ぜんぜん気を許すことができません。」と、お三輪役の見せ場としての苦労を述べている。
いじめの官女は、腕の達者な脇役が演じることになっているが、明治期には幕切れに鱶七に絡んだ後トンボを切る演出があって、腕達者な役者は裾の長い緋色の袴を美しく捌いて見せた。お三輪を皆で囃し立ててなぶる場面は官女たちの小憎らしくもユーモラスが演技が悲劇性を強調し、これを見た教師が「昔もいじめがあったのですね。」と嘆息した。
豆腐買いの女は原作の浄瑠璃では名の無い下女で、歌舞伎では「おむら」という役名が付いているが、軽い役ながら十七代目中村勘三郎、三代目河原崎権十郎、三代目市川猿之助などの大看板が「御馳走」として出る。腕の良い役者が演じるコメディリリーフである。